# 자클린 프랑소와

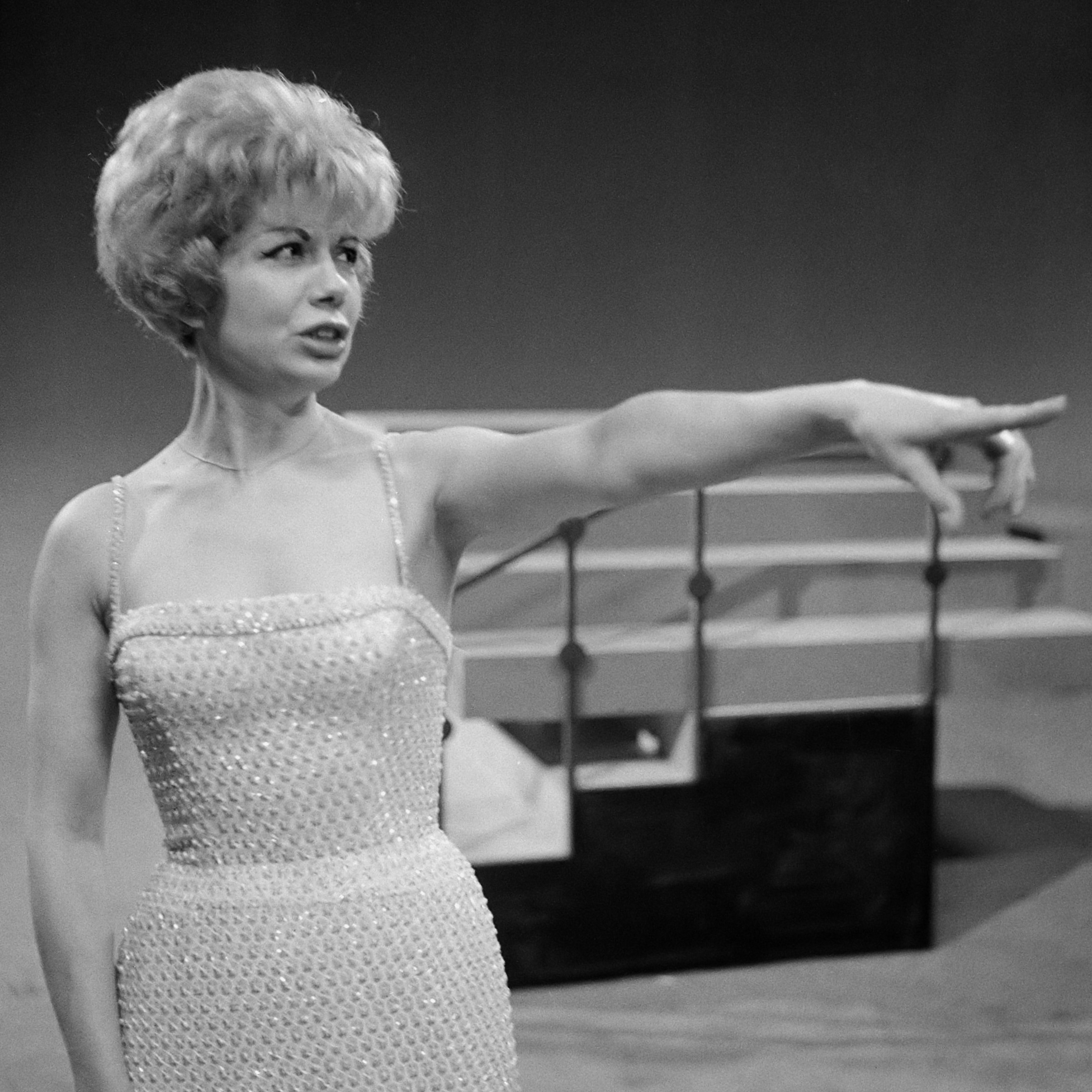
1962년

자클린 프랑소와(Jacqueline François, 1922년 1월 30일 ~ 2009년 3월 7일)는 미국의 발라드 창법을 익힌 여성가수이다. 화장품 회사의 사장 딸로서 파리 근교에서 태어났다. 본명은 재클린 귀유모트. 1945년에 라디오의 노래자랑에서 우승하여 가수가 되었다. 폴 뒤랑의 인정을 받아 1948년에는 첫 녹음인 <이것이 봄>, <봄>으로 ACC 디스크 대상을 획득하였다. 그해에 영화 <파리의 스캔들>의 사운드트랙에 취입한 <파리의 아가씨>가 크게 히트하여, 이것이 그녀의 애칭이 되기도 하였다. 또한 <포르투갈의 빨래하는 여인>으로 1956년도의 ADF 디스크 대상을 받기도 하였다.